# Ans van den Berg

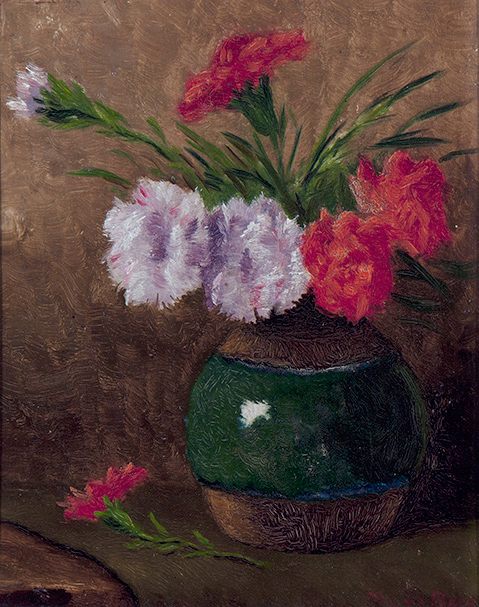
Stillleben mit Nelken

Anna (Ans) Carolina van den Berg (* 18. Februar 1873 in Amsterdam; † 6. Oktober 1942 ebenda) war eine niederländische Malerin, Zeichnerin und Mitglied der Amsterdamse Joffers.

## Leben
Anna Carolina van den Berg besuchte nach dem Internat in Brüssel von 1892 bis 1895 die Dagtekenschool voor meisjes in Amsterdam. Sie war Schülerin von Maurice Hagemans in Brüssel (1891), später von Emanuel van Beever in Laren (Noord-Holland), von Paul Rink und Jo Bauer-Stumpff. Sie studierte auch und von 1903 bis 1904 an der Académie Colarossi in Paris. Sie malte vermehrt Porträts und Figuren, bevorzugte aber das Blumenstillleben. Nach ihrer Rückkehr nach Holland hatte sie lebhaften Kontakt mit einer Gruppe von Laren-Malern.

## Mitgliedschaften
- Arti et Amicitiae
- Sint Lucas

## Auszeichnungen
- 1913: Silbermedaille der Ausstellung De Vrouw 1813–1913, Amsterdam
- 1916: Willink van Collenprijs
- 1933: St. Lucasprijs